# Cycnium breviflorum
Cycnium breviflorum är en snyltrotsväxtart som beskrevs av Ghaz.. Cycnium breviflorum ingår i släktet Cycnium och familjen snyltrotsväxter. Inga underarter finns listade i Catalogue of Life.